# Tensión de Von Mises
La tensión de Von Mises es una magnitud física proporcional a la energía de distorsión. En ingeniería estructural se usa en el contexto de las teorías de fallo como indicador de un buen diseño para materiales dúctiles. 
La tensión de Von Mises puede calcularse fácilmente a partir de las tensiones principales del tensor tensión en un punto de un sólido deformable, mediante la expresión:

{\displaystyle \sigma _{VM}={\sqrt {\frac {(\sigma _{1}-\sigma _{2})^{2}+(\sigma _{2}-\sigma _{3})^{2}+(\sigma _{3}-\sigma _{1})^{2}}{2}}}}

Siendo {\displaystyle \sigma _{1},\sigma _{2},\sigma _{3},} la tensiones principales, y habiéndose obtenido la expresión a partir de la energía de distorsión en función de las tensiones principales:

{\displaystyle E_{\rm {def,dist}}={\frac {1}{6G}}\left[{\frac {(\sigma _{1}-\sigma _{2})^{2}+(\sigma _{2}-\sigma _{3})^{2}+(\sigma _{3}-\sigma _{1})^{2}}{2}}\right]}

La tensión de Von Mises y el criterio de fallo elástico asociado debe su nombre a Richard Edler von Mises (1913) propuso que un material dúctil sufría fallo elástico cuando la energía de distorsión elástica rebasaba cierto valor. Sin embargo, el criterio fue claramente formulado con anterioridad por Maxwell en 1865 más tarde también Huber (1904), en un artículo en polaco anticipó hasta cierto punto la teoría de fallo de Von Mises. Por todo esto a veces se llama a la teoría de fallo elástico basada en la tensión de Von Mises como teoría de Maxwell-Huber-Hencky-von Mises y también teoría de fallo J2.

## Formulación matemática
La tensión de Von Mises es un escalar proporcional a la energía de deformación elástica 
y a la distorsión que puede expresarse en función de las componentes del tensor tensión, en particular admite una expresión simple en función de las tensiones principales, por lo que la tensión de Von Mises puede calcularse a partir de la expresión de la energía de deformación distorsiva.
Igualmente la superficie de fluencia de un material que falla de acuerdo con la teoría de fallo elástico de Von Mises puede escribirse como el lugar geométrico de los puntos donde la tensión de Von Mises como función de las tensiones principales supera cierto valor. Matemáticamente esta ecuación puede expresarse aún como el conjunto de puntos donde el invariante cuadrático de la parte desviadora del tensor tensión supera cierto valor.

### Energía de deformación
La energía de deformación de un sólido deformable, iguala al trabajo exterior de las fuerzas que provocan dicha deformación. Dicho trabajo puede descomponerse, entre el trabajo invertido en cambiar la forma del cuerpo o energía de distorsión y el trabajo invertido en comprimir o dilatar el cuerpo manteniendo constantes las relaciones geométricas o energía elástica volumétrica:

(1){\displaystyle E_{\rm {def}}=E_{\mathrm {def} ,V}+E_{\rm {def,dist}}\,}

Los dos términos vienen dados por:

(2a){\displaystyle E_{\mathrm {def} ,V}=\int _{V}{\frac {3}{2}}(\sigma _{xx}+\sigma _{yy}+\sigma _{zz})^{2}{\frac {1-2\nu }{E}}dV=+\int _{V}{\frac {(\sigma _{xx}+\sigma _{yy}+\sigma _{zz})^{2}}{2K}}dV\,}

(2b){\displaystyle E_{\rm {def,dist}}=E_{\rm {def}}-E_{\mathrm {def} ,V}=\int _{V}{\frac {1}{6G}}\left[\sigma _{xx}^{2}+\sigma _{yy}^{2}+\sigma _{zz}^{2}-(\sigma _{xx}\sigma _{yy}+\sigma _{yy}\sigma _{zz}+\sigma _{zz}\sigma _{xx})\right]dV+\int _{V}{\frac {1}{2G}}\left[\tau _{xy}^{2}+\tau _{yz}^{2}+\tau _{zx}^{2}\right]dV}

Frecuentemente, la energía de distorsión dada por la última expresión, se expresa en términos de una combinación especial de las otras componentes de tensión llamada tensión de Von Mises:

(3){\displaystyle E_{\rm {def,dist}}=\int _{V}{\frac {\sigma _{VM}^{2}}{6G}}\ dV}

Igualando los integrandos de (2) y (3) se obtiene que la tensión de Von Mises viene dada precisamente por:

(4){\displaystyle \sigma _{VM}={\sqrt {\sigma _{xx}^{2}+\sigma _{yy}^{2}+\sigma _{zz}^{2}-(\sigma _{xx}\sigma _{yy}+\sigma _{yy}\sigma _{zz}+\sigma _{zz}\sigma _{xx})+3(\tau _{xy}^{2}+\tau _{yz}^{2}+\tau _{zx}^{2})}}}

### Invariante cuadráticoJ2
La energía de distorsión considerada en la sección anterior puede ser calculada a partir de la parte desviadora del tensor tensión:

{\displaystyle [s_{ij}]=[\sigma _{ij}]-\sigma _{V}[I]={\begin{bmatrix}\sigma _{x}-\sigma _{V}&\tau _{xy}&\tau _{xz}\\\tau _{yx}&\sigma _{y}-\sigma _{V}&\tau _{yz}\\\tau _{zx}&\tau _{zy}&\sigma _{z}-\sigma _{V}\end{bmatrix}},\qquad {\mbox{con}}\ \sigma _{V}={\frac {\sigma _{x}+\sigma _{y}+\sigma _{z}}{3}}}

El segundo invariante cuadrático de este tensor denominado J2, es proporcional a la tensión de Von Mises y resulta ser:

{\displaystyle J_{2}={\frac {1}{6}}\left[(\sigma _{x}-\sigma _{y})^{2}+(\sigma _{y}-\sigma _{z})^{2}+(\sigma _{x}-\sigma _{z})^{2}+6(\tau _{yz}^{2}+\tau _{zx}^{2}+\tau _{xy}^{2})\right]={\frac {\sigma _{VM}^{2}}{3}}}

Por esta razón a veces la teoría de fallo de Von Mises se llama teoría de fallo J2.

## Tensión de Von Mises y tensiones principales
Aunque la expresión (4) ofrece una fórmula práctica para calcular la tensión de Von Mises o equivalentemente la energía de deformación distorsiva. La expresión se simplifica mucho si usamos en cada punto las tres tensiones principales para el cálculo de la tensión de von Mises:

(5a){\displaystyle \sigma _{VM}={\sqrt {\sigma _{1}^{2}+\sigma _{2}^{2}+\sigma _{3}^{2}-(\sigma _{1}\sigma _{2}+\sigma _{2}\sigma _{3}+\sigma _{3}\sigma _{1})}}}

Esta expresión se puede simplificar aún más:

(5b){\displaystyle \sigma _{VM}={\sqrt {\frac {(\sigma _{1}-\sigma _{2})^{2}+(\sigma _{2}-\sigma _{3})^{2}+(\sigma _{3}-\sigma _{1})^{2}}{2}}}}

## Tensión de Von Mises en una viga
Usualmente en una viga solo 3 de las 6 componentes del tensor tensión son diferentes de cero: la tensión normal a la sección transversal y dos componentes independientes asociadas a la tensión tangencial, en ese caso las tensiones principales resultan ser:

{\displaystyle {\begin{cases}\sigma _{1}={\cfrac {\sigma _{x}+{\sqrt {\sigma _{x}^{2}+4(\tau _{xy}^{2}+\tau _{xz}^{2})}}}{2}}\\\sigma _{2}=0\\\sigma _{3}={\cfrac {\sigma _{x}-{\sqrt {\sigma _{x}^{2}+4(\tau _{xy}^{2}+\tau _{xz}^{2})}}}{2}}\end{cases}}}

De donde se sigue que:

(6){\displaystyle \sigma _{VM}={\sqrt {\sigma _{x}^{2}+3(\tau _{xy}^{2}+\tau _{xz}^{2})}}={\sqrt {\sigma ^{2}+3\tau ^{2}}}}

## Tensión de Von Mises en una placa
Usualmente en una placa solo 3 de las 6 componentes del tensor tensión son diferentes de cero {\displaystyle \sigma _{x},\sigma _{y},\tau _{xy}\,}, a partir de las cuales se pueden calcular las tensiones principales {\displaystyle \sigma _{1},\sigma _{2},\sigma _{3}\,}:

{\displaystyle {\begin{cases}\sigma _{1}={\cfrac {\sigma _{x}+\sigma _{y}+{\sqrt {(\sigma _{x}-\sigma _{y})^{2}+4\tau _{xy}^{2}}}}{2}}\\\sigma _{2}=0\\\sigma _{3}={\cfrac {\sigma _{x}+\sigma _{y}-{\sqrt {(\sigma _{x}-\sigma _{y})^{2}+4\tau _{xy}^{2}}}}{2}}\end{cases}}}

De donde se sigue que la tensión de Von Mises es:

(7){\displaystyle \sigma _{VM}={\sqrt {\sigma _{x}^{2}-\sigma _{x}\sigma _{y}+\sigma _{y}^{2}+3\tau _{xy}^{2}}}}